# Ray McCarey
Pour les articles homonymes, voir McCarey.
Ray McCarey (1904–1948) est un réalisateur américain. Il est le frère cadet de Leo McCarey.

## Biographie
Né en 1904 à Los Angeles, Ray McCarey est le frère cadet de Leo McCarey et il suit les traces de ce dernier au cinéma. D'abord assistant réalisateur de Del Lord ou Alfred J. Goulding chez Mack Sennett Comedies, il entre en 1930 à Pathé Exchange où il participe à la réalisation de films musicaux. Son premier court-métrage voit ainsi la première participation au cinéma de Bing Crosby avec le groupe The Rytm Boys.

En 1932, il tourne une série de documentaires sur le sport pour la Metro-Goldwyn-Mayer à l'occasion des Jeux olympiques d'été de 1932 qui se déroulent à Los Angeles. C'est la même année qu'il tourne avec Laurel et Hardy un court métrage, Les Deux Vagabonds (Scram!) et réalise avec George Marshall, Les Sans-soucis (Pack Up Your Troubles).

L'année suivante il réalise les trois dernières comédies de Roscoe Arbuckle en tant qu'acteur. Plus de dix ans après l'affaire Arbuckle qui conduit à son interdiction de tourner, ce dernier tente un retour mais décède brutalement en juin 1933.
Ray McCarey n'atteint jamais la notoriété de son frère aîné. Il met en scène les Trois Stooges dans plusieurs de leurs films, poursuit les documentaires sur le sport et la musique (Harry Warren ou Ethel Waters) et tourne quelques westerns ou policiers de série B à petit budget.

Il meurt prématurément à l'âge de 44 ans « au terme de plusieurs semaines de maladie ».

## Filmographie
- 1930 : Two Plus Fours (CM)
- 1930 : Kid the Kidder (CM)
- 1931 : The Strange Case of Hennessy (CM)
- 1932 : Wild People (CM)
- 1932 : Tennis Technique (documentaire) (CM)
- 1932 : Free Eats (en) (CM) (comme Raymond McCarey)
- 1932 : Dive In (documentaire) (CM)
- 1932 : Olympic Events (documentaire) (CM)
- 1932 : Athletic Daze (documentaire) (CM)
- 1932 : Flying Spikes (documentaire) (CM)
- 1932 : Timber Toppers (documentaire) (CM)
- 1932 : Les Deux Vagabonds (Scram!) (CM) (comme Raymond McCarey)
- 1932 : Les Sans-soucis (Pack Up Your Troubles) (comme Raymond McCarey) coréalisé avec George Marshall
- 1932 : Pigskin (documentaire) (CM)
- 1932 : In the Dough (en) (CM)
- 1933 : Salt Water Daffy (CM)
- 1933 : Close Relations (en) (CM)
- 1933 : Hizzoner (CM)
- 1933 : Harry Warren: America's Foremost Composer  (documentaire) (CM)
- 1933 : Change Your Luck  (documentaire) (CM)
- 1933 : Here Comes Flossie (CM)
- 1933 : Tomalio (en) (CM)
- 1934 : How'd Ya Like That? (CM)
- 1934 : Henry the Ache (CM)
- 1934 : Pugs and Kisses (CM)
- 1934 : I Scream (CM)
- 1934 : Get Along Little Hubby (CM) (comme Raymond McCarey)
- 1934 : Pro Football  (documentaire) (CM)
- 1934 : Men in Black (CM) (comme Raymond McCarey)
- 1934 : Girl o' My Dreams (comme Raymond McCarey)
- 1934 : Three Little Pigskins (CM) (comme Raymond McCarey)
- 1934 : Rugby  (documentaire) (CM)
- 1935 : The Mystery Man (comme Raymond McCarey)
- 1935 : Sunset Range
- 1935 : Hot Tip
- 1935 : Basketball Technique (documentaire) (CM)
- 1935 : Water Sports (documentaire) (CM)
- 1935 : Millions in the Air
- 1936 : Three Cheers for Love
- 1936 : Let's Make a Million
- 1937 : Oh, Doctor
- 1937 : Love in a Bungalow
- 1937 : Life Begins with Love (comme Raymond B. McCarey)
- 1938 : Goodbye Broadway
- 1938 : The Devil's Party
- 1939 : Outside These Walls (comme Raymond B. McCarey)
- 1939 : Torchy Runs for Mayor
- 1940 : Little Orvie
- 1940 : You Can't Fool Your Wife
- 1940 : Millionaires in Prison
- 1941 : Murder Among Friends (en)
- 1941 : The Cowboy and the Blonde (en)
- 1941 : Accent on Love
- 1941 : Cadet Girl
- 1941 : Scandale à Honolulu (The Perfect Snob)
- 1942 : A Gentleman at Heart
- 1942 : It Happened in Flatbush
- 1942 : That Other Woman
- 1943 : So This Is Washington (comme Raymond McCarey)
- 1944 : Passport to Destiny
- 1944 : Atlantic City
- 1946 : Qui veut la peau du Faucon? (en) (The Falcon's Alibi)
- 1946 : Strange Triangle
- 1946 : The Gay Intruders